# August Oswalt
August Oswalt (* 17. April 1892 in Frankfurt am Main; † 10. Mai 1983) war ein hessischer Privatbankier und Politiker (CDU) und Abgeordneter des Hessischen Landtags.

## Ausbildung und Beruf
Oswalt war der Sohn des liberalen Politikers und Juristen Henry Oswalt und dessen Ehefrau Marie Louise Clara, geborene von Hergenhahn. Oswalt leistete nach dem Abitur bis 1920 Militär- und Kriegsdienst. Er schied im Rang eines Rittmeisters aus der Armee aus und begann ein Studium der Staatswissenschaften, dass er mit der Promotion in München abschloss. Seit 1922 war er in Berlin in der Jugend- und Volksbildungsarbeit sowie in der Sozialarbeit tätig. Zuletzt war er Leiter des Berliner Seminars für Sozialarbeiter. Nach der Machtergreifung durch die Nationalsozialisten war er seit 1934 als Bankmitarbeiter tätig. Ende 1945 wurde er Generalbevollmächtigter des Bankhauses Georg Hauck & Sohn. 1946 nach dem Tod von Alexander Hauck wurde August Oswalt wie auch sein Neffe Michael Hauck und seine Mutter Anne Marie Hauck persönlich haftende Teilhaber der Frankfurter Privatbank. 1961 schied er aus der Bank aus.

## Politik
Seit 1945 war Oswalt Mitglied der CDU. Für seine Partei war er von Frühjahr 1946 bis Juli 1948 Mitglied des Kreistags des Obertaunuskreises. Vom 5. August 1946 (als Nachrücker für Werner Hilpert) bis zum 30. November 1946 war er Mitglied der Verfassungberatenden Landesversammlung Groß-Hessen und vom 1. Dezember 1946 bis zum 7. Januar 1950 Mitglied des Hessischen Landtags. 1949 war er Mitglied der 1. Bundesversammlung.

## Sonstige Ämter
Oswalt war auch seit 1945 wieder in der Sozialarbeit ehrenamtlich tätig. Unter anderem war er Vorsitzender der Zentrale für private Fürsorge e.V., Vorstandsmitglied des Frankfurter Roten Kreuzes und in anderen Vereinen Beisitzer und dann Vorsitzender einer Spruchkammer in Frankfurt am Main.

## Ehrungen
1962 wurde Oswalt mit der Ehrenplakette der Stadt Frankfurt am Main geehrt. Das August-Oswalt-Haus in Frankfurt ist nach ihm benannt.